# Ермин Шиляк
Ермин Шиляк е бивш футболист и футболен треньор от Словения. От 28 юли 2015 г. до 10 ноември 2015 г. ръководи отбора на Ботев Пловдив в Първа лига на България.

## Кариера в България
Като треньор на Ботев (Пловдив) постига 4 победи, 3 равенства и 7 загуби в елатната група.